# Kryptolebias ocellatus
Kryptolebias ocellatus is een  straalvinnige vissensoort uit de familie van killivisjes (Rivulidae). De wetenschappelijke naam van de soort is voor het eerst geldig gepubliceerd in 1868 door Hensel.